# Aalbricken
Les Aalbricken sont une recette d’anguilles marinées et frites.

## Préparation
La préparation consiste à frire dans de l'huile des petits morceaux d'anguilles puis à les recouvrir d'une sauce vinaigrée et épicée.

## Source
- (de) « Aalbricke », dans Meyers Taschenlexikon, vol. 1, Mannheim, Bibliographischen Institut & F. A. Brockhaus, 1987, p. 9.